# Horst Müntefering
Horst Müntefering (* 30. Mai 1936 in Dortmund) ist ein deutscher Mediziner.

## Leben
Horst Müntefering studierte Medizin an der Rheinischen Friedrich-Wilhelms-Universität Bonn. Er war langjähriger Leiter der Kinderpathologie an der Johannes Gutenberg-Universität Mainz. 2004 wurde er emeritiert. Er ist Mitglied der K.D.St.V. Novesia Bonn im CV.
Mit seinen wissenschaftlichen Arbeiten wurde er neben der Entwicklungs- und Kinderpathologie insbesondere über die Forschungen zur Plazenta bekannt.